# Vaslak
Vaslak (szlovénül: Vaneča, vendül Vaneče) falu Szlovéniában, Muravidéken, Pomurska régióban. Közigazgatásilag Battyándhoz tartozik.

## Fekvése
Muraszombattól 8 km-re északra, a Vendvidéki-dombság (Goričko) területén a Muraszombatba vezető út mentén a Macskóci-patak partján fekszik. Házai a 317 méter magas Ribnjeka és a 298 méteres Vrbnjeka-domb lejtőin sorakoznak. Ma a község negyedik legnagyobb faluja kiterjedt szőlő ültetvényekkel.

## Története
Első írásos említése 1549-ből való "Wanecha" néven és a felsőlendvai uradalom részét alkotta. Jelentősebb földesurai a Széchy, a Szapáry és a Batthyány családok voltak. Az 1837. évi adatok szerint 14 katolikus és 143 evangélikus lakta. A 19. században a Tótsági járás törzsterületének egyik faluja volt. 1887-ben nevét Vanecsáról Vaslakra módosították.
Egyházilag a Csendlak filiája volt.
Vályi András szerint "VANCSAVJECZ. Vanecsa. Tót falu Vas Várm. földes Urai Gr. Szapáry, és több Uraságok, fekszik Tiszinához nem meszsze, mellynek filiája; földgye néhol sovány."
Fényes Elek szerint "Vanecsa, vindus falu, Vas vmegyében, 253 evang. lak. F. u. gr. Batthyáni."
Vas vármegye monográfiája szerint "Vas-Lak házainak száma 82, lélekszám 431. Lakosai vendek, vallásuk r. kath. és ág. ev. Postája Battyánd, távírója Muraszombat."
Magyarosított névalakja, a Vaslak legfeljebb az eredeti név hangulati alakját tükrözi. Sokkal valószínűbb, hogy a Vanecsa név a vend Vanek (Iván, János) keresztnévből ered. A környéken más települések neve is visszavezethető erre a hajdan igen gyakori keresztnévre.
1910-ben 402, többségben szlovén lakosa volt, jelentős magyar kisebbséggel. A trianoni békeszerződésig Vas vármegye Muraszombati járásához tartozott. 1919-ben átmenetileg a de facto Mura Köztársaság része lett, majd a Szerb–Horvát–Szlovén Királysághoz csatolták, ami 1929-től Jugoszlávia nevet vette fel. 1941-ben átmeneti időre ismét Magyarországhoz tartozott, 1945 után visszakerült jugoszláv fennhatóság alá. 1991 óta a független Szlovénia része. 1991-ben 395, 2002-ben 410 lakosa volt.

## Nevezetességei
Neoromán stílusú kápolnáját a 20. század elején építették.

## Híres emberek
A község szülöttje, egyben lelkésze volt Vanecsai Szever Mihály evangélikus lelkész és író.